# Ait Oum El Bekht
Ait Oum El Bekht (franska: Ait Oum El Bekht (CR), Ait Oum El Bekht (Commune Rurale), arabiska: سيدي  حمادي) är en kommun i Marocko.   Den ligger i provinsen Béni Mellal och regionen Béni Mellal-Khénifra, i den nordöstra delen av landet, 170 km sydost om huvudstaden Rabat. Antalet invånare är 9 893.